# Most Waleriana Hypszera w Bydgoszczy

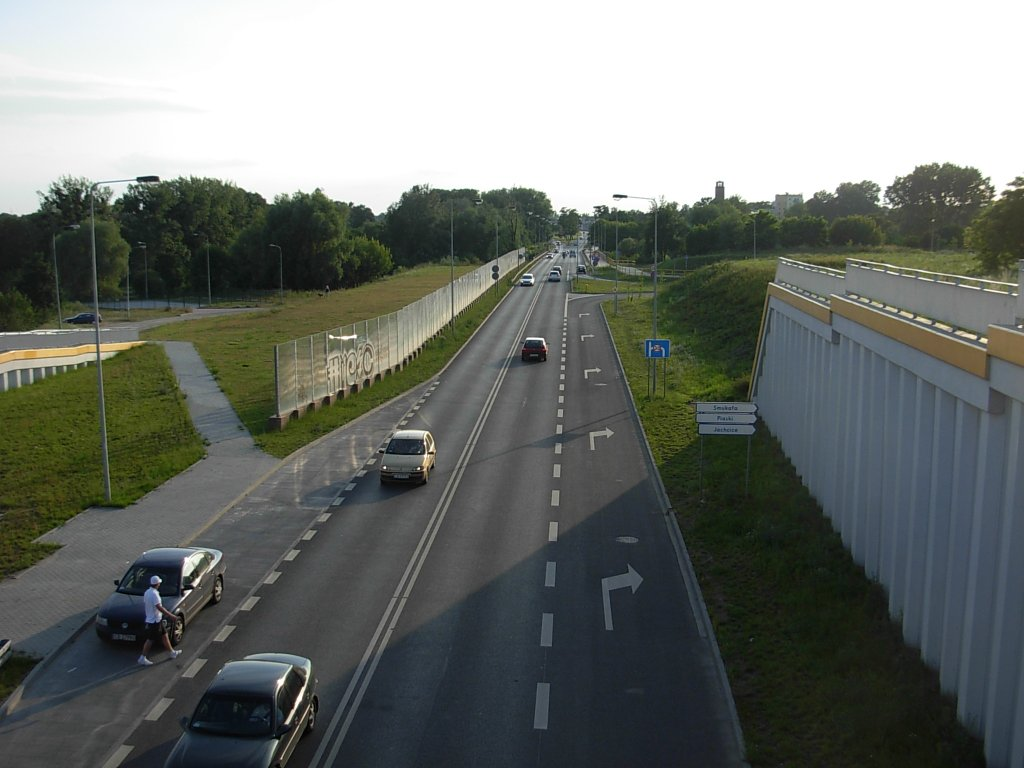
Ul. Ludwikowo, most w oddali

Most Waleriana Hypszera – most drogowy, zespolony stalowo-żelbetowy na rzece Brdzie w Bydgoszczy.

## Lokalizacja
Most Waleriana Hypszera spina oba brzegi Brdy w zachodniej części Bydgoszczy, łącząc osiedla: Jachcice i Czyżkówko. Przez przeprawę wiedzie ulica Ludwikowo, która jest elementem północnej trasy W-Z i obwodnicy Śródmieścia. W bliskim sąsiedztwie mostu znajduje się połączenie Brdy z Kanałem Bydgoskim, śluza Okole oraz nieczynny most kolejowy służący bocznicy wiodącej do Bydgoskich Zakładów Papierniczych.

## Historia
Most drewniany w ciągu ulicy Ludwikowo zbudowano w okresie powojennym. W 2000 r. władze Bydgoszczy przystąpiły do budowy Węzła Zachodniego, który łączył nowo budowaną trasę W-Z z ulicą Grunwaldzką. Inwestycja obejmowała budowę dwóch mostów (nad Brdą i Kanałem Bydgoskim), wiaduktu w nasypie kolejowym, skrzyżowania, dwujezdniowej ul. Nad Torem, jezdni, łącznic, chodników i ścieżek rowerowych. Prace przy budowie mostu obejmowały rozbiórkę dotychczasowego mostu tymczasowego oraz budowę nowej przeprawy. W 2001 r. zrealizowano budowę kanalizacji deszczowej, przebudowę sieci energetycznej w ul. Żeglarskiej, formowanie nasypu i wykonanie podbudowy na dojazdach do mostu. W 2002 r. wykonano montaż konstrukcji mostowej, bitumiczne nawierzchnie drogowe, chodniki i ścieżkę rowerową z kostki betonowej, kanalizację deszczową, oświetlenie i zieleń.
Most oraz cały Węzeł Zachodni oddano do użytku 15 września 2002 r. Koszt inwestycji wyniósł 78 mln zł. Projekt i montaż obiektu wykonała firma „Rawex” z Bydgoszczy.
Most mieści jedną jezdnię o trzech pasach ruchu dla pojazdów oraz chodnik dla pieszych i ścieżkę rowerową. Planowana jest budowa drugiej nitki mostu, która ma mieścić kolejną jezdnię drogową.

## Dane techniczne
Most zbudowano w konstrukcji zespolonej, stalowo-żelbetowej. Jego długość wynosi 100,7 m, a szerokość 16,7 m. Usytuowany jest w skosie 45 stopni do rzeki Brdy. Składa się z trzech przęseł o rozpiętościach: 30,5; 38,5 i 30,5 m. Konstrukcję nośną stanowi sześć stalowych dźwigarów blachownicowych, zespolonych z żelbetową płytą pomostu. Podpory stanowią przyczółki skrajne oraz filary pośrednie w kształcie trapezowych ścian ze wspornikami. Nośność mostu wynosi 50 ton. Obiektem dysponuje Zarząd Dróg Miejskich i Komunikacji Publicznej w Bydgoszczy.

## Obciążenie ruchem
Most Waleriana Hypszera należy do obiektów dość znacznie obciążonych ruchem drogowym w Bydgoszczy. Pomiar ruchu w 2006 r. wykazał, że w szczycie komunikacyjnym przejeżdża przezeń ok. 1331 pojazdów na godzinę.

## Nazwa
W lipcu 2002 roku na łamach "Expressu Bydgoskiego" Marek K. Jeleniewski zaproponował, by nowo powstałe mosty na Kanale Bydgoskim i Brdzie nazwać imionami św. Antoniego i Waleriana Hypszera.  Ogłoszony na łamach gazety konkurs rozstrzygnięto 13 września 2002 roku. Patronem jednego z mostów został Walerian Hypszer, długoletni kierownik szkoły powszechnej na Czyżkówku w Bydgoszczy w okresie międzywojennym, zaś drugiego patron tutejszej parafii. Wybór czytelników potwierdziła rada miasta Bydgoszczy, która 1 października 2002 r. przyjęła stosowną uchwałę.